# Attie
Attie (Akié, Akyé, Atié) – grupa etniczna z Wybrzeża Kości Słoniowej, z rodziny plemion Akan. Ich populacje szacuje się na 642 tys. Posługują się językiem attie, z podgrupy języków kwa.